# بيثاني بارات
بيثاني بارات (بالإنجليزية: Bethany Barratt)‏ هي عالمة سياسة أمريكية، ولدت في 18 أغسطس 1972.